# Lista de prefeitos de Jacareacanga
Esta é a lista de prefeitos e vice-prefeitos de Jacareacanga, município do estado brasileiro do Pará.
| Nº | Nome                                                                               | Imagem                               | Partido                                          | Vice-Prefeito                                      | Início do mandato      | Fim do mandato                          | Observações                           |
| 1  | Raulien de Oliveira Queiroz (Itaituba/PA, 12.07.1961– Jacareacanga/PA, 13.01.2020) |                                      | Partido dos Trabalhadores PT                     | Francisco Ferraz de Lima                           | 1º de janeiro de 1993  | 31 de dezembro de 1996                  | Prefeito eleito em sufrágio universal |
| 2  | Eduardo Azevedo                                                                    |                                      | Partido do Movimento Democrático Brasileiro PMDB | Isaia Krixi Munduruku (PSC)                        | 1º de janeiro de 1997  | 31 de dezembro de 2000                  | Prefeito eleito em sufrágio universal |
| 2  | Eduardo Azevedo                                                                    | Urbano Vilela                        | Partido do Movimento Democrático Brasileiro PMDB | 1º de janeiro de 2001                              | 31 de dezembro de 2004 | Prefeito reeleito em sufrágio universal |                                       |
| 3  | Carlos Augusto Veiga, Carlinho (Anil/MA, 22.12.1953–)                              |                                      | Partido da Social Democracia Brasileira PSDB     | José Sotero dos Santos                             | 1º de janeiro de 2005  | 31 de dezembro de 2008                  | Prefeito eleito em sufrágio universal |
| 4  | Raulien de Oliveira Queiroz (Itaituba/PA, 12.07.1961– Jacareacanga/PA, 13.01.2020) |                                      | Partido dos Trabalhadores PT                     | Roberto Crixi Munduruku (PT)                       | 1º de janeiro de 2009  | 31 de dezembro de 2012                  | Prefeito eleito em sufrágio universal |
| 4  | Raulien de Oliveira Queiroz (Itaituba/PA, 12.07.1961– Jacareacanga/PA, 13.01.2020) | 1º de janeiro de 2013                | Partido dos Trabalhadores PT                     | Roberto Crixi Munduruku (PT)                       | 31 de dezembro de 2016 | Prefeito eleito em sufrágio universal   |                                       |
| 5  | Raimundo Batista Santiago, Raimundinho (Jacareacanga/PA, 30.08.1963–)              |                                      | Partido Social Cristão PSC                       | Hans Kabá Munduruku (PSC)                          | 1º de janeiro de 2017  | 31 de dezembro de 2020                  | Prefeito eleito em sufrágio universal |
| 6  | Sebastião Aurivaldo Pereira Silva, Valdo do Posto (Itaituba/PA, 22.12.1970–)       |                                      | Partido da Social Democracia Brasileira PSDB     | Valmar Kaba Munduruku (REP) Até 2023 PT) após 2024 | 1º de janeiro de 2021  | 31 de dezembro de 2024                  | Prefeito eleito em sufrágio universal |
| 6  | Sebastião Aurivaldo Pereira Silva, Valdo do Posto (Itaituba/PA, 22.12.1970–)       | Movimento Democrático Brasileiro MDB | 1º de janeiro de 2025                            | Valmar Kaba Munduruku (REP) Até 2023 PT) após 2024 | Atualidade             | Prefeito reeleito em sufrágio universal |                                       |